# Psychothérapie assistée par MDMA
 (février 2025).
Si vous disposez d'ouvrages ou d'articles de référence ou si vous connaissez des sites web de qualité traitant du thème abordé ici, merci de compléter l'article en donnant les références utiles à sa vérifiabilité et en les liant à la section « Notes et références ».
La psychothérapie assistée par MDMA est l'usage de doses de MDMA comme support de sessions psychothérapeutiques. Molécule psychotrope de la classe des amphétamines, la MDMA est souvent décrite comme entactogène (« qui facilitent le contact ») car elle accroît chez l'usager les sentiments de connexion et d'acceptation tout en réduisant les sensations de peur. Depuis sa découverte par la contre-culture dans les années 70, elle est à la fois utilisée de manière thérapeutique (dans des cadres plus ou moins officiels) et pour des usages récréatifs (comme composante principale des cachets d'Ecstasy). Pour cette raison, la MDMA est prohibée aux États-Unis en 1985, malgré des perspectives thérapeutiques jugées prometteuses, ce qui a poussé une partie des thérapeutes utilisant ce produit à la clandestinité.[réf. souhaitée]
Les recherches sur les usages thérapeutiques de la MDMA ont repris légalement au début du XXIe siècle, à l'initiative de la Multidisciplinary Association for Psychedelic Studies (MAPS). Les résultats des premiers essais cliniques, portant sur le traitement du stress post-traumatique, convainc l'administration américaine de lui attribuer le statut de « traitement révolutionnaire ». La MDMA étant toujours prohibée dans la majorité des pays du monde (elle est classée comme stupéfiant en France), ce type de traitement n'est pour l'instant disponible légalement que dans le cadre d'essais cliniques. En raison de la réputation sulfureuse de cette molécule, des risques (réels ou supposés) d'encouragement à la consommation récréative, et de la difficulté d'évaluer à la fois les bénéfices et les effets secondaires de son usage, l'usage de la MDMA comme adjoint thérapeutique est sujet à controverse.[réf. souhaitée]

## Principes
La MDMA (pour 3,4-méthylènedioxy-N-méthylamphétamine) est un psychostimulant de la classe des amphétamines aux propriétés très particulières, qualifiées d'entactogènes (« qui facilitent le contact »). Ses effets sont encore mal documentés, mais on sait qu'ils incluent une sensation d'euphorie, une réduction de la perception du danger et du rejet social, et une plus grande ouverture à la socialisation et au contact physique. C'est cette combinaison d'effets qui l'ont rendue populaire pour un usage récréatif comme « drogue de l'amour ».[réf. souhaitée]

### Dyade thérapeutique
Le patient est usuellement accompagné par deux thérapeutes, si possible un homme et une femme. Ce principe, dit de la « dyade thérapeutique », semble avoir été instauré dès le début des années 90 pour prévenir les risques d'abus sexuels envers le patient (voir la sous-section Abus sexuels).[réf. souhaitée]
Il s'est révélé avoir d'autres avantages : une plus grande sécurité en cas d'urgence, la possibilité pour chacun des thérapeutes de faire une pause sans que le patient soit laissé seul, et une meilleure capacité de gestion de problématiques de transfert et contre-transfert.

### Protocole
Les protocoles de soin à l'étude à la fin des années 2010, comportent jusqu'à trois séances de prise de MDMA (entre 75 et 125 mg par session) et jusqu'à douze sessions sans produits,.
- Les séances préparatoires visent à construire l'alliance thérapeutique, à préciser les enjeux et objectifs des prises, et à répondre aux inquiétudes des patients.

- Les séances de prises de MDMA sont relativement non-directives, basées sur ce qui émerge spontanément chez le patient, et conçues pour permettre sa confrontation avec des émotions et des souvenirs difficiles dans un environnement sécurisant et contrôlé. Elles consistent en une alternance de périodes de voyage intérieur et de périodes d'échange avec les thérapeutes. Les signes vitaux, comme la pression artérielle, sont vérifiés régulièrement. Les patients peuvent utiliser des bandeaux pour se couvrir les yeux, et peuvent écouter une programmation musicale prévue pour accompagner la thérapie.
- Après les prises, des séances d'intégration permettent de revenir sur ce qui a émergé des séances sous substance, d'explorer les émotions qui en découlent et les changements subséquents.
- Dans la semaine qui suit chaque prise, des contacts téléphoniques réguliers permettent de s'assurer de l'état du patient, et de sa gestion des effets à moyen terme de la MDMA (baisse de moral, irritabilité, etc.).[réf. souhaitée]

## Historique

### Premières expérimentations
Si la MDMA est synthétisée pour la première fois en 1898 et est déjà connue des armées allemandes et américaines, c'est lorsque le chimiste Alexander Shulgin découvre un nouveau moyen de la synthétiser, en 1976, qu'elle devient connue des milieux semi-clandestins de la thérapie psychédélique. La MDMA y est introduite comme une alternative légale, moins dangereuse et plus efficace à la MDA, un dérivé de la mescaline qui était jusque-là la drogue de prédilection de certaines figures du milieu.[réf. souhaitée] Échaudés par l'interdiction de la MDA, du LSD et de la psilocybine par le gouvernement américain dans le cadre de sa guerre contre les drogues, les chercheurs et praticiens en thérapie psychédélique travaillent avec la MDMA de la manière la plus confidentielle possible, de peur qu'attirer l'attention des médias mènerait à l'interdiction de la substance sur laquelle ils travaillent, mettant leurs recherches à l'arrêt. La plupart ne publient pas leurs recherches, ou alors, comme Shulgin, omettent de citer le nom de la molécule dans leurs publications.   
Shulgin fait découvrir la MDMA au psychothérapeute Léo Zeff en 1977. Grande figure clandestine de la thérapie psychédélique, Zeff fût si enthousiaste devant les possibilités de la MDMA qu'il repoussa son départ en retraite pour parcourir les États-Unis et faire la promotion de son usage. Il baptisa la substance « Adam », considérant qu'elle ramenait ses usagers à un état d'innocence originelle. Se fournissant auprès de Shulgin, il administre la MDMA lui-même à environ 4000 personnes en 12 ans et forme quelque 150 thérapeutes à son usage.    
D'autres grands noms de la thérapie psychédélique utiliseront la MDMA, développant et affinant différents protocoles : Ann Shulgin, Claudio Naranjo, Jack Downing, Rick Ingrasci, George Greer, Roqua Tolbert, Phil Wolfson, Ralph Metzner, Deborah Harlow...

### Prohibition par la DEA
La production clandestine et la consommation récréative de MDMA reste anecdotique jusqu'en 1982-83, date à laquelle elle commence à se vendre dans la rue sous le nom d'Ecstasy. Sentant que l'interdiction de la MDMA ne devrait pas tarder, le psychiatre George Greer et sa femme, l'infirmière en psychiatrie Requa Tolbert, formées par Léo Zeff, compilent leurs recherches dans un article qu'ils auto-publieront en 1983 à l'intention des praticiens intéressés par le sujet. L'article sera publié dans un journal à comité de lecture en 1986.                           
La Drug Enforcement Administration (DEA), agence fédérale américaine de lutte contre la drogue, entreprend de classer la MDMA dans la liste des substances interdites pour tous usages. C'est avec une grande surprise que l'agence découvre que la molécule est utilisée par des thérapeutes, lorsque ceux-ci s'organisent contre son interdiction, rendant soudainement public leur travail. La stratégie de la discrétion préalablement adoptée par les thérapeutes se retournera néanmoins contre eux, puisqu'ils manqueront d'études scientifiquement solides à l'appui de leurs affirmations.                         
En 1985, la DEA est légalement contrainte de tenir des auditions sur le sujet. Après avoir entendu les arguments des deux parties, le juge administratif de la DEA conclut que la MDMA ayant montré un intérêt thérapeutique, il n'est pas nécessaire d'en prohiber l'usage dans un cadre médical ou scientifique. La DEA passera outre et interdira tout de même tous les usages de la MDMA.                         
L'expert des drogues psychédéliques et professeur de psychologie à Université Harvard Lester Grispoon fait appel de cette décision en 1987. L'appel étant suspensif, la MDMA est de facto non prohibée entre le 22 décembre 1987 et le 22 mai 1988 (période connue comme la « fenêtre de Grispoon »). La Cour d'Appel de Boston demande à la DEA de reconsidérer sa décision, considérant que la question de l'intérêt thérapeutique n'avait pas été assez suffisamment prise en compte. La DEA statue à nouveau une interdiction totale, exigeant que l'intérêt thérapeutique soit préalablement validé par la Food and Drug Administration.

## Usages thérapeutiques

### Traitement du stress post-traumatique

Les zones du cerveau les plus affectées par le stress post-traumatique

Le nombre de personnes concernées par des troubles de stress post-traumatique est estimé à 4% de la population (française comme mondiale). En 2015, il n'existe aucun traitement satisfaisant pour ces troubles. Les traitements médicamenteux (paroxétine et sertraline aux États-Unis) sont utilisés pour contrer les symptômes, mais sont inefficaces dans environ la moitié des cas, réclament une médication constante et peuvent avoir des effets secondaires lourds. Les psychothérapies basées sur l'exploration du trauma sont statistiquement les plus efficaces pour réduire les symptômes sur le long terme, mais elles restent ineffectives dans un grand nombre de cas, et échouent souvent à traiter entièrement les symptômes. De plus, elles ont le désavantage de nécessiter un investissement en temps, en argent et en énergie important, et nombre de patients abandonnent leur thérapie avant son terme. 
Aux États-Unis, des essais cliniques sont menés par la MAPS dans le but d'obtenir de la Food and Drug Administration (FDA) la légalisation de la psychothérapie assistée par MDMA. C'est, à l'heure actuelle, son projet de recherche de plus haute priorité. La MDMA contre les symptômes neurologiques du stress post-traumatique (sous-activation de l'hippocampe et du cortex préfrontal et suractivation de l'amygdale), et facilité l'exploration du trauma, des émotions et pensées qui y sont associées, et leur transformation.  
Entre 2004 et 2017, six études sont réalisées sur un nombre réduit de participants (trois aux États-Unis, une au Canada, une en Israël, une en Suisse). Le protocole testé s'est avéré peu risqué et largement efficace, y compris pour des patients atteints de troubles résistants aux autres thérapies existantes. Deux mois après le traitement, 56% des patients étaient considérés comme guéris, un chiffre qui monte à 68% un an après le traitement. Le documentaire israélien Trip of Compassion suit trois patients traités dans le cadre de ces essais cliniques à l'hôpital psychiatrique de Be'er Ya'akov et pour lesquels le traitement s'est avéré efficace.  
La supériorité de la MDMA, ainsi utilisée, sur la paroxétine et la sertraline conduit la FDA à accorder à ce traitement un statut d'examen prioritaire "traitement révolutionnaire" en 2017. Une phase de tests sur une population plus grande (entre 200 et 300 participants) commence en novembre 2018. Si ces essais confirment les résultats préliminaires, la MAPS prévoit de déposer une demande officielle d'autorisation auprès de la FDA en 2021, pour une éventuelle autorisation en 2022.

### Traitements à destination des personnes sur le spectre autistique
De nombreux traitements psychothérapeutiques usuels (pour la dépression, le stress post-traumatique, l'anxiété sociale, etc.) ne fonctionnent pas, ou mal, sur les personnes présentant des troubles du spectre de l'autisme, pourtant fortement à risque de présenter de tels troubles. Les effets spécifiques de la MDMA (sur la sociabilité, notamment) pourraient être particulièrement bénéfiques pour cette patientèle.   
Plusieurs adultes présentant des troubles du spectre de l'autisme témoignent que la consommation de MDMA a eu pour eux un effet transformateur, bénéfique et parfois durable (sur plusieurs années dans un nombre significatif de cas). La psychologue Alicia Danforth a dégagé cinq thèmes majeurs et plusieurs sous-thèmes dans ces témoignages :
- Courage (réduction de l'inhibition, baisse des barrières, acceptation de soi, plus de sociabilité, plus d'ouverture).
- Communication (parler, écouter, contact visuel, langage corporel).
- Connection (limites plus claires, plus grande intimité, amis, famille, relations romantiques, sexualité).
- Communion (partage, empathie générale, compréhension, ressenti).
- Clarté (métacognition, clarté mentale, sagesse/épiphanie/révélation).

Une étude pilote a montré l'efficacité de la psychothérapie assistée par MDMA dans le traitement de l'anxiété sociale chez les adultes autistes, quatre fois plus touchés par ce trouble que la population générale. 
On soupçonne que la quantité optimale de MDMA pour une personne autiste serait inférieure à la moyenne, en raison notamment de leur hypersensibilité, mais cela n'a pas encore pu être vérifié. De plus, il existe des raisons de penser que les adultes autistes seraient moins enclins à l'usage de la MDMA dans un cadre récréatif, même si cela reste à établir formellement.  

### Traitement de l'alcoolisme

Dans une enquête sur les dégâts comparatifs de différentes drogues récréatives courantes, l'alcool a été classée 4e pour le préjudice personnel et 2e pour le préjudice causé à la société, juste derrière l'héroïne (évaluation par 292 experts cliniques réalisée en Écosse en 2011). Voir aussi Classification des psychotropes

L'alcoolisme, ou alcoolodépendance, concerne environ 10% de la population adulte française, et est la première cause d'hospitalisation et la seconde cause de décès prématuré dans le pays. Les dégâts de la consommation excessive d'alcool sont lourds en matière de santé (notamment sur le foie et le cerveau), mais ont aussi des conséquences sociales graves. Malheureusement, l'efficacité des traitements actuels est très limitée, toutes les approches (psychothérapeutiques comme pharmacologiques) ayant un taux de rechute particulièrement élevé.    
L'usage de drogues psychédéliques pour le traitement de l'alcoolisme avait déjà été exploré dans les années 50 et 60, notamment le LSD, avec l'idée que ses propriétés enthéogènes (qui provoquent des expériences à caractère mystique ou spirituelle) pouvaient motiver à l'abstinence. Bill Wilson, le fondateur des Alcooliques anonymes, a lui-même suivi plusieurs sessions de thérapies assistées par LSD et en avait conclu qu'elles pouvaient être bénéfiques pour certains patients. Des recherches plus récentes montrent l'efficacité de la thérapie assistée par kétamine ou psilocybine pour lutter contre l'alcoolisme,. Les propriétés enthéogènes et hallucinogènes de la MDMA sont bien plus faibles que celles des drogues psychédéliques, et son usage pour traiter l'alcoolodépendance n'a été envisagé que bien plus récemment. Pour autant, justement en raison de sa plus faible propension à provoquer des visions mystiques puissantes, la MDMA a des effets souvent plus facilement tolérés, avec moins d'effets psychologiquement perturbants que la psilocybine ou le LSD, que les patients ne sont pas tous capables de supporter.    
Le traitement de l'alcoolodépendance assisté par MDMA vise plutôt à traiter, chez des patients ayant passé la période de sevrage alcoolique, les causes sous-jacentes de la consommation excessive pour éviter la rechute. De nombreux patients alcoolodépendants ont eu des expériences psychologiquement traumatisantes à un âge précoce, et des liens ont été établis entre alcoolisme et trouble de stress post-traumatique,. Les patients alcoolodépendants souffrent souvent de dépression, d'anxiété et d'exclusion sociale, et nombre d'entre eux rapportent utiliser l'alcool comme une forme d'automédication. Enfin, sont associées à l'alcoolodépendance de faibles compétences sociales, qui rendent difficile de refuser un verre proposé ou d'éviter les situations sociales menant à la consommation, et de faibles compétences émotionnelles, qui incitent à utiliser l'alcool pour la régulation émotionnelle.                   
Le Docteur Ben Sessa, de l'Imperial College London, débute en 2017 à Bristol, au Royaume-Uni, des essais cliniques portant sur le traitement de l'alcoolodépendance assisté par la MDMA chez de lourds consommateurs (environ cinq bouteilles de vin par jour) ayant plusieurs fois rechuté après avoir suivi d'autres approches thérapeutiques. Les premiers résultats sont encourageants, mettant en évidence l'innocuité du traitement et un plus faible taux de rechute chez les patients testés.

### Traitement de l'anxiété liée aux maladies potentiellement mortelles
La dépression et l'anxiété sont les symptômes psychiatriques les plus courants chez les patients atteints d'une maladie potentiellement mortelle (comme un cancer ou une insuffisance coronarienne), surtout ceux dont la qualité de vie est la plus faible ou dont le pronostic est le plus pessimiste.   
Une étude menée sur 18 patients par la MAPS entre 2014 et 2018 à Marin City, en Californie, vise à évaluer les potentialités thérapeutiques de la psychothérapie assistée par MDMA pour ces patients. Les résultats ne sont pas encore connus.

## Regard psychanalytique
La thérapeute Ann Shulgin, la femme d'Alexander, propose pendant quelques années à ses proches des sessions thérapeutiques utilisant la MDMA. Elle développe une théorie psychanalytique d'inspiration jungienne dans laquelle la MDMA permettrait la rencontre du patient avec son ombre, la face sombre et usuellement cachée de soit. C'est par la confrontation à son ombre et son intégration dans le soi — non plus comme adversaire, mais comme allié — que viendrait le potentiel transformatif des thérapies qu'elle propose.

## Risques et controverses

### Abus sexuels
Les relations sexuelles entre patients et thérapeutes sont contraire à l'éthique professionnelle en ce qu'elles sont, notamment, particulièrement dangereuses pour la santé mentale des patients. Malgré cela, de tels abus étaient loin d'être rares dans les années 80 ; dans une étude américaine de 1989, 7% des psychiatres hommes interrogés et 3% des femmes admettent avoir eu des relations sexuelles avec des patients, à plusieurs reprises pour 88% d'entre eux. 
L'usage de MDMA lors de la thérapie peut augmenter le risque que de tels abus soient perpétrés. En premier lieu, la prise de substance place le patient dans un état émotionnel et cognitif modifié, et baisse ses défenses face au danger. De plus, il est possible que le patient projette sur le thérapeute les émotions liées à l'état dans lequel ils se trouvent et l'identifie comme la source de ses émotions positives. Enfin, les émotions que peut provoquer chez le thérapeute le fait de voir leur patient, auparavant renfermé et souffrant, s'ouvrant physiquement et émotionnellement de façon soudaine peuvent être incitatifs au passage à l'acte.  
Les cas de Rick Ingrasci, alors président de l'Association for Humanistic Psychology, et de Francisco DiLeo, qui sont condamnés et radiés (respectivement en 1989 et 1991) pour avoir initié des rapports sexuels pendant des séances de thérapie sous MDMA ont mené à une brutale prise de conscience de ces dangers par le milieu de la thérapie psychédélique, qui réagit en instaurant comme norme la « dyade thérapeutique », c'est-à-dire la présence de deux thérapeutes, un homme et une femme, auprès du patient.

### Témoignages
- Recueil de témoignages écrits sur le site de la Multidisciplinary Association for Psychedelic Studies.
- Inside Eyes, témoignages en podcast de personnes ayant utilisé différents psychédéliques pour soigner des traumas à la suite de violences sexuelles.